# Piedicavallo
Piedicavallo (Pidcaval in piemontese, Pickuvoal nella variante walser Töitschu) è un comune italiano di 165 abitanti della provincia di Biella in Piemonte, situato in Alta Valle Cervo.

## Geografia fisica
Piedicavallo è situato alla testata della Valle del Cervo. Il suo territorio comunale comprende, oltre al tratto vallivo che scende dal lago della Vecchia e che è percorso dal Cervo, anche i valloni dell'Irogna, della Mologna e del Chiobbia, ovvero dei primi tre affluenti di un certo rilievo del torrente principale. 
Alcune delle aree collocate nelle parti più alte di questi valloni non appartengono al comune di Piedicavallo, ma dipendono amministrativamente da paesi della bassa valle o del biellese centrale (come ad es. Andorno Micca, Callabiana o Selve Marcone), i quali da secoli utilizzano questi alti pascoli per il bestiame delle aziende agricole del loro territorio grazie alla pratica della transumanza.
L'unica frazione del comune è Montesinaro, situata a poco più di un km dal centro comunale e che conta 63 residenti.

## Origini del nome
Secondo una prima ipotesi il nome del paese deriverebbe dal fatto che esso fosse (e sia) l'ultimo centro abitato della valle al quale si poteva accedere a cavallo, a monte del quale diventava necessario proseguire a piedi. Una seconda ipotesi farebbe derivare Piedicavallo da Pe' d'cò d'val, e si riferirebbe quindi alla posizione dell'abitato ai piedi della montagna..

## Storia
Il paese, come gli altri centri abitati della zona, fu inizialmente un alpeggio e solo attorno al XV secolo iniziò ad avere una popolazione stabilmente residente.
Il suo territorio dipendeva da Andorno Micca dal quale fu separato assieme al resto dell'alta valle nel 1694, quando nacque il comune di Campiglia Cervo. A seguito di una nuova separazione Piedicavallo ottenne la propria autonomia comunale il 14 marzo 1700. Il nuovo comune comprendeva anche Montesinaro, Rosazza e Beccara. Rosazza divenne comune a sé stante nel 1906, includendo anche la frazione Beccara.
In parallelo alla storia dell'autonomia comunale si svolse quella, più breve, dell'infeudazione: Piedicavallo fu feudo del conte Liborio Garagno di Chieri tra il 1724 e il 1752, anno in cui la signoria venne venduta al senatore Paolo Francesco Vacca. Nel 1782 tutti i diritti feudali vennero infine aboliti.
La pratica dell'emigrazione stagionale degli uomini del paese, che si trasferivano per molti mesi all'anno in Italia o all'estero per lavorare nei cantieri edili, fu una costante dell'economia locale fino all'inizio del XX secolo. Le nuove idee con le quali i valligiani venivano in contatto misero le basi per una serie di iniziative di utilità collettiva quali la creazione, oltre che dell'asilo e della scuola elementare, anche del teatro Regina Margherita e di una società di mutuo soccorso, fondata quest'ultima nel 1872. Nella seconda metà del Novecento l'economia del paese si è in prevalenza legata al turismo.
Proseguendo per la strada, si può arrivare alla deliziosa frazione di Montesinaro, da cui partono molte passeggiate.
Nel 2020 un'alluvione ha colpito il comune, facendo crollare l'antico ponte in muratura del Parco Ravere, il Ponte della Coda, ricostruito nel 2022.

### Simboli
Lo stemma comunale è stato concesso con decreto del presidente della Repubblica del 12 ottobre 1993.

## Monumenti e luoghi d'interesse

### Architetture religiose

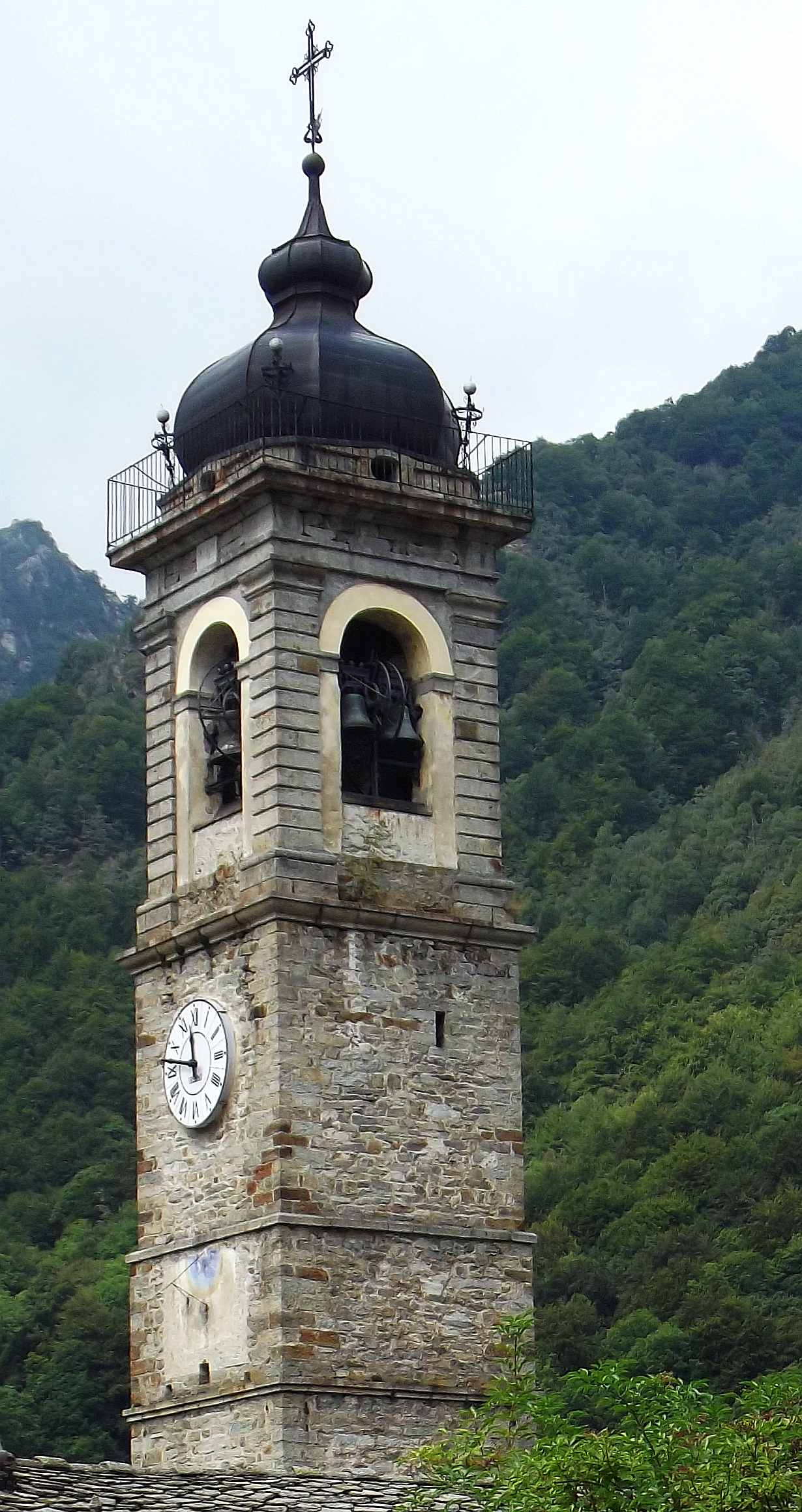
La torre campanaria

- Chiesa parrocchiale di San Michele: risalente al XVIII secolo, al suo interno sono presenti un dossale e un pulpito lignei anch'essi del XVIII secolo.[7]
- Chiesa evangelica valdese: fu costruita nel 1895 da un gruppo di abitanti convertitisi al protestantesimo e comprende anche alcuni locali che in origine erano destinati all'istruzione elementare.[6]
- Chiesa di San Grato, in frazione Montesinaro, del XVIII secolo.[7]

### Architetture civili
- Teatro comunale Regina Margherita, che ebbe notevole importanza per la comunità locale; il sipario originario, dipinto attorno al 1878 dal pittore Giuseppe Maffei, è oggi conservato a Biella presso il Museo del Territorio Biellese[10]
- Giasera, antica costruzione un tempo adibita alla raccolta e conservazione di ghiaccio per la popolazione
- Ponte della Coda: costruito nel 1882 in pietra a secco dalle maestranze artigiane locali, probabilmente le stesse che costruirono il ponte gemello che si trova a Rassa, è stato distrutto dall'alluvione del 3 ottobre 2020. Nell'estate del 2022 è stato ultimato il nuovo ponte sul Torrente Cervo.[11]

### Aree naturali
- L'alta valle del Chiobbia, che culmina con il Monte Bo, ricade nel Sito di Interesse Comunitario (SIC) della rete europea Natura 2000 denominato “Val Sessera” (codice IT1130002[12]).

## Escursionismo
Piedicavallo è punto di partenza di diversi sentieri che collegano il Biellese con la Valsesia e la Valle d'Aosta. Con circa tre ore di cammino è possibile raggiungere il Lago della Vecchia, oppure il Rifugio Alfredo Rivetti. Il sito turistico ufficiale elenca oltre 25 percorsi escursionistici che hanno partenza da Piedicavallo e dalla frazione, Montesinaro.

## Società

### Evoluzione demografica
Abitanti censiti

### Etnie e minoranze straniere
Al 31 dicembre 2010 gli stranieri residenti a Piedicavallo erano 4. La nazione d'origine più rappresentata era la
- Romania: 2

Al 1º gennaio 2015, invece, gli stranieri residenti erano 3, provenienti da Gran Bretagna, Romania e Germania.

## Amministrazione

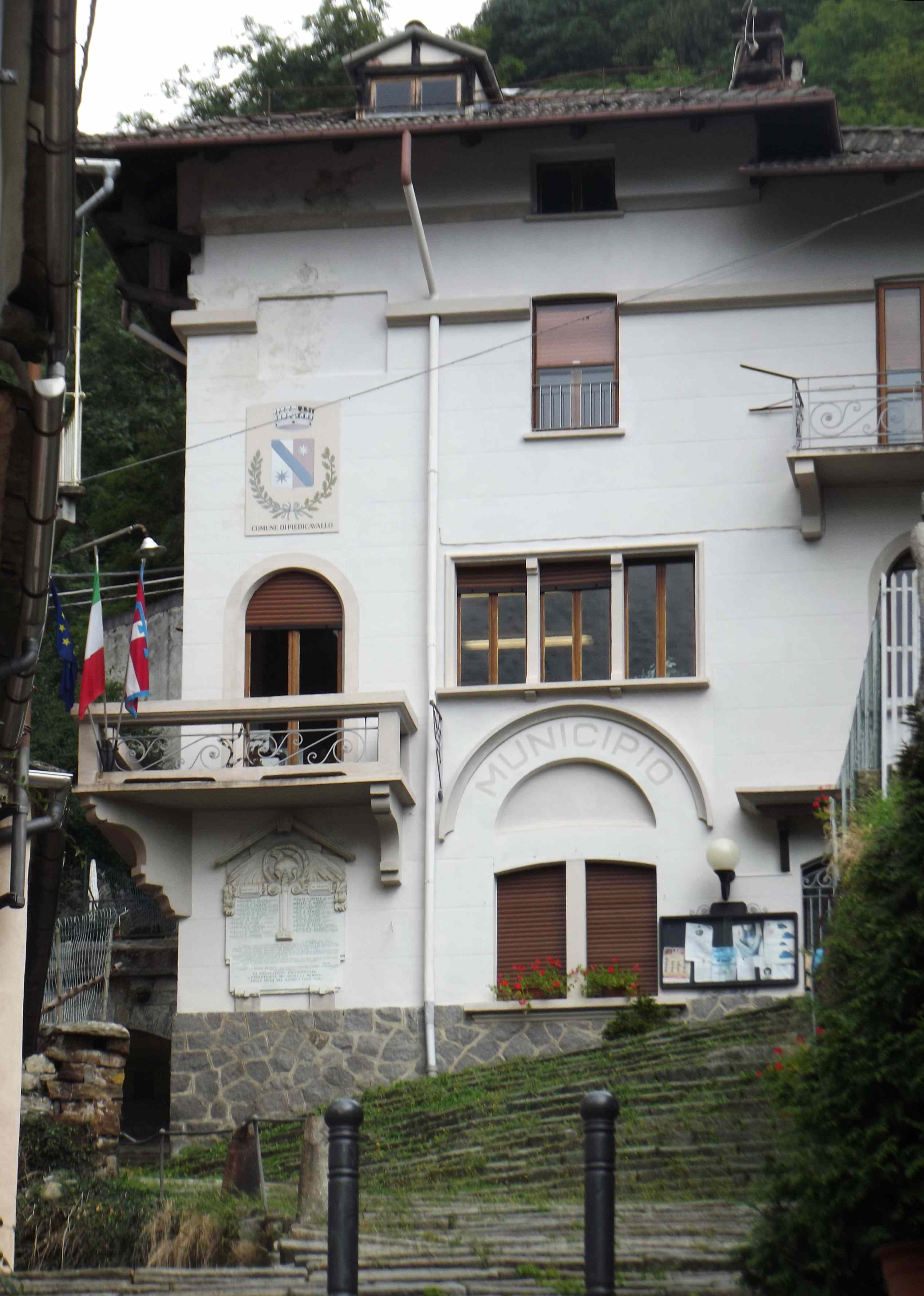
Il municipio

| Periodo | Periodo   | Primo cittadino            | Partito                               | Carica                  | Note |
| ------- | --------- | -------------------------- | ------------------------------------- | ----------------------- | ---- |
| 1899    | 1906      | Severino Rosazza Prin      | lista civica                          | Sindaco                 |      |
| 1907    | 1907      | Luigi Costa                | lista civica                          | Commissario prefettizio |      |
| 1908    | 1917      | Pietro Valz Ciocca         | lista civica                          | Sindaco                 |      |
| 1918    | 1920      | Pietro Jon                 | lista civica                          | Sindaco                 |      |
| 1921    | 1926      | Battista Zorio Ellero      | lista civica                          | Sindaco                 |      |
| 1926    | 1931      | Battista Zorio Ellero      | lista civica                          | Podestà                 |      |
| 1931    | 1932      | Dario Fiorina              | lista civica                          | Commissario prefettizio |      |
| 1932    | 1934      | Umberto Valz Gris          | lista civica                          | Podestà                 |      |
| 1934    | 1934      | Silvano Jon Scotta         | lista civica                          | Commissario prefettizio |      |
| 1934    | 1934      | Saturnino Della Rocca      | lista civica                          | Commissario prefettizio |      |
| 1934    | 1945      | Virginio Zorio Prachin     | lista civica                          | Podestà                 |      |
| 1945    | 1949      | Alfredo Valz Gris          | lista civica                          | Sindaco                 |      |
| 1949    | 1951      | Amante Janutolo Gros       | lista civica                          | Sindaco                 |      |
| 1951    | 1952      | Neo Janutolo Gros          | lista civica                          | Sindaco                 |      |
| 1952    | 1960      | Oliviero Prario Bot        | lista civica                          | Sindaco                 |      |
| 1960    | 1980      | Diego Pozzi                | lista civica                          | Sindaco                 |      |
| 1980    | 1990      | Ubaldo Martiner Testa      | lista civica                          | Sindaco                 |      |
| 1990    | 2004      | Maria Grazia Gilardi Nadin | lista civica                          | Sindaco                 |      |
| 2004    | 2009      | Ilario Bortolan            | lista civica                          | Sindaco                 |      |
| 2009    | 2014      | Francesco Giolito          | lista civica Tra le pietre            | Sindaco                 |      |
| 2014    | in carica | Carlo Rosazza Prin         | lista civica Insieme per andare oltre | Sindaco                 |      |

### Frazioni
Piedicavallo possiede una sola frazione: Montesinaro. Nato come alpeggio, i primi insediamenti stabili nel paese di Montesinaro si registrano intorno al XV secolo.
Al suo interno si trovano un cimitero e la chiesa intitolata al vescovo San Grato (1715): l'autonomia parrocchiale fu acquisita nel 1754 e venne poi persa nel 1986, quando venne creata la parrocchia unica dei Santi Michele e Grato di Piedicavallo e Montesinaro.

### Gemellaggi
Piedicavallo dal 2009 è gemellato con:
- Avrieux

### Altre informazioni amministrative
Piedicavallo fece parte a cominciare dal 1973 della Comunità montana Alta Valle Cervo assieme ai comuni di Quittengo, Rosazza, Campiglia Cervo e San Paolo Cervo. Tale comunità montana fu in seguito accorpata dalla Regione Piemonte con la Comunità montana Bassa Valle Cervo, andando a formare la  Comunità Montana Valle Cervo.

## Galleria d'immagini

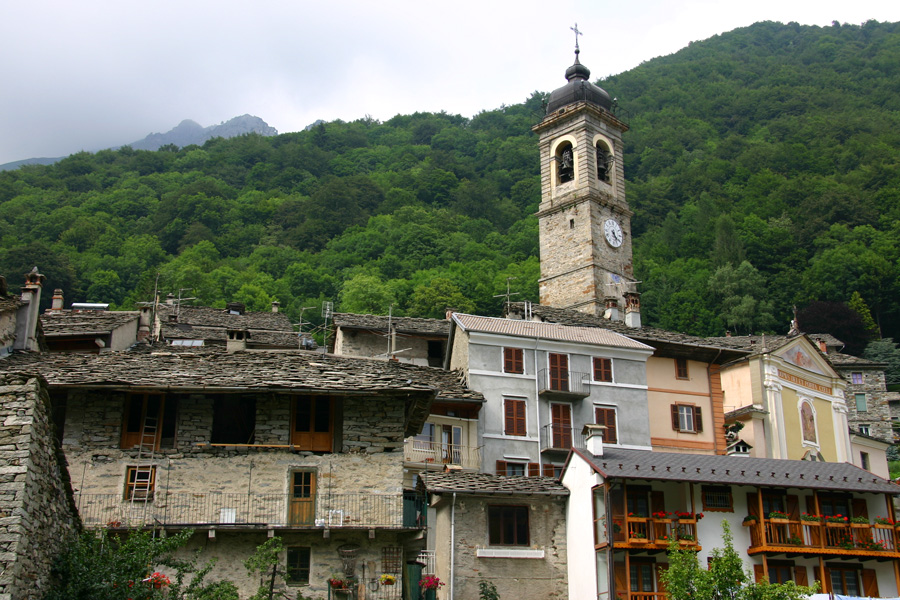
Veduta del paese con la chiesa
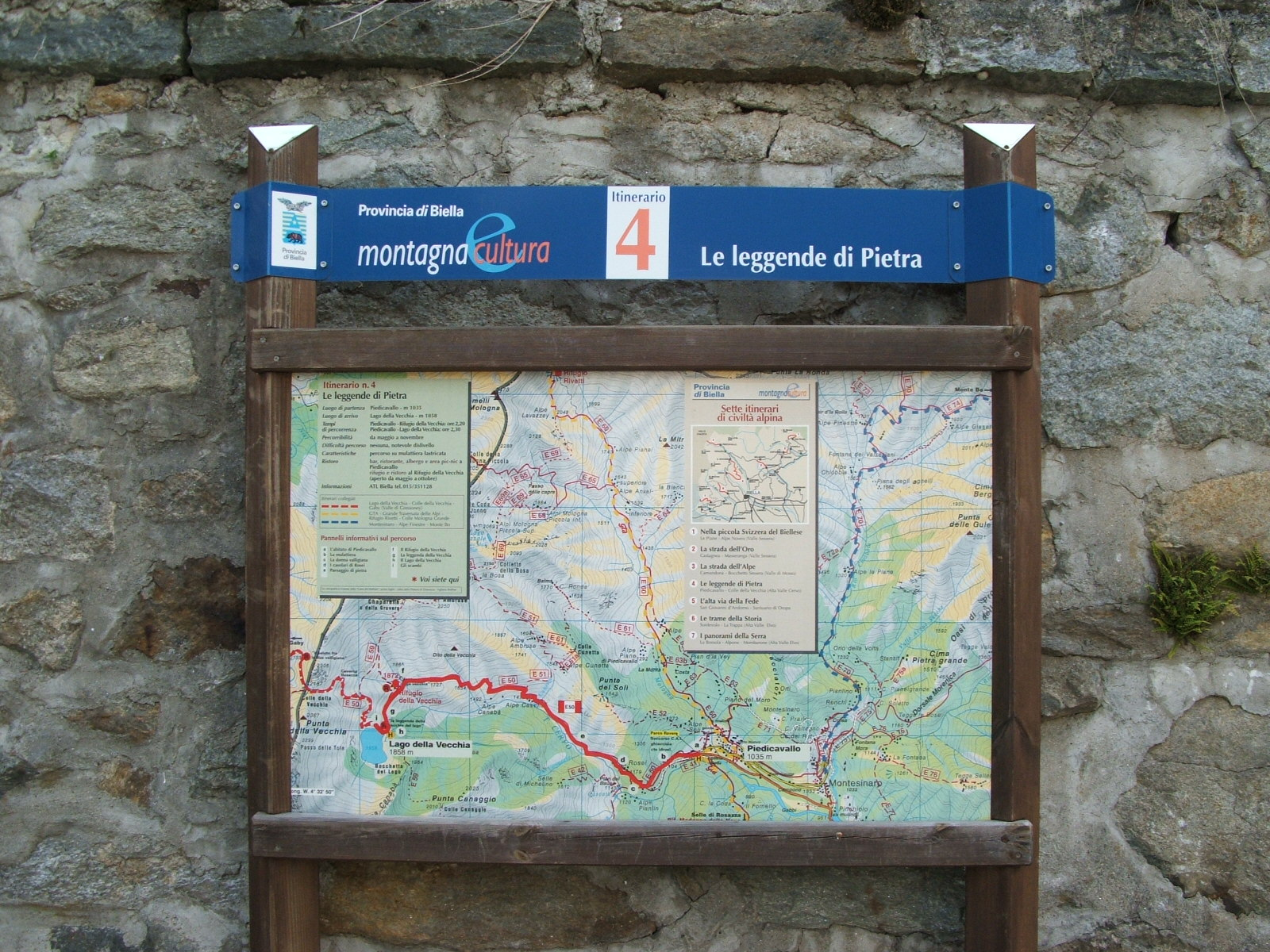
Itinerari escursionistici alpini
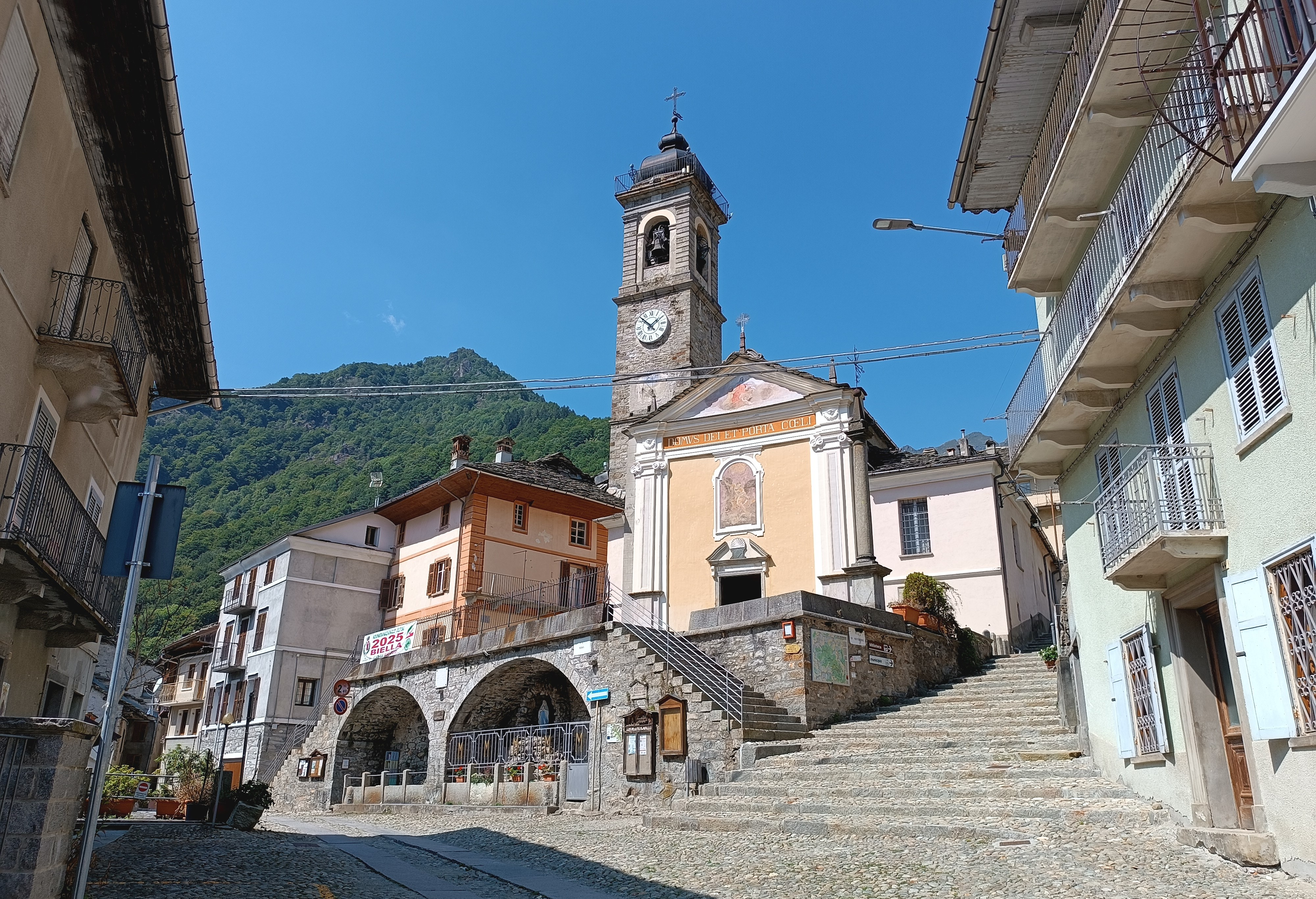
Veduta Parrocchiale e piazza antistante
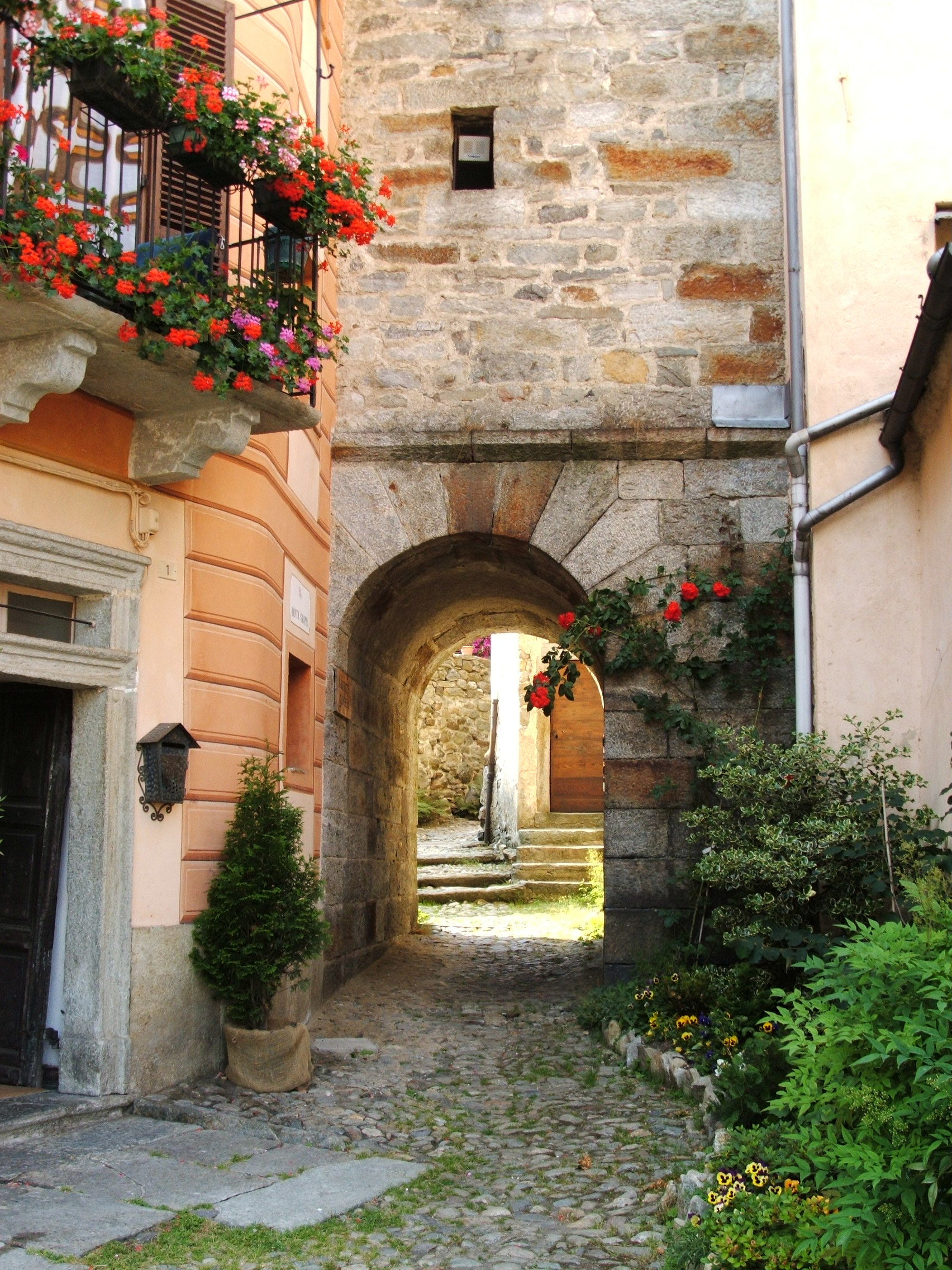
Portico rustico sotto il campanile
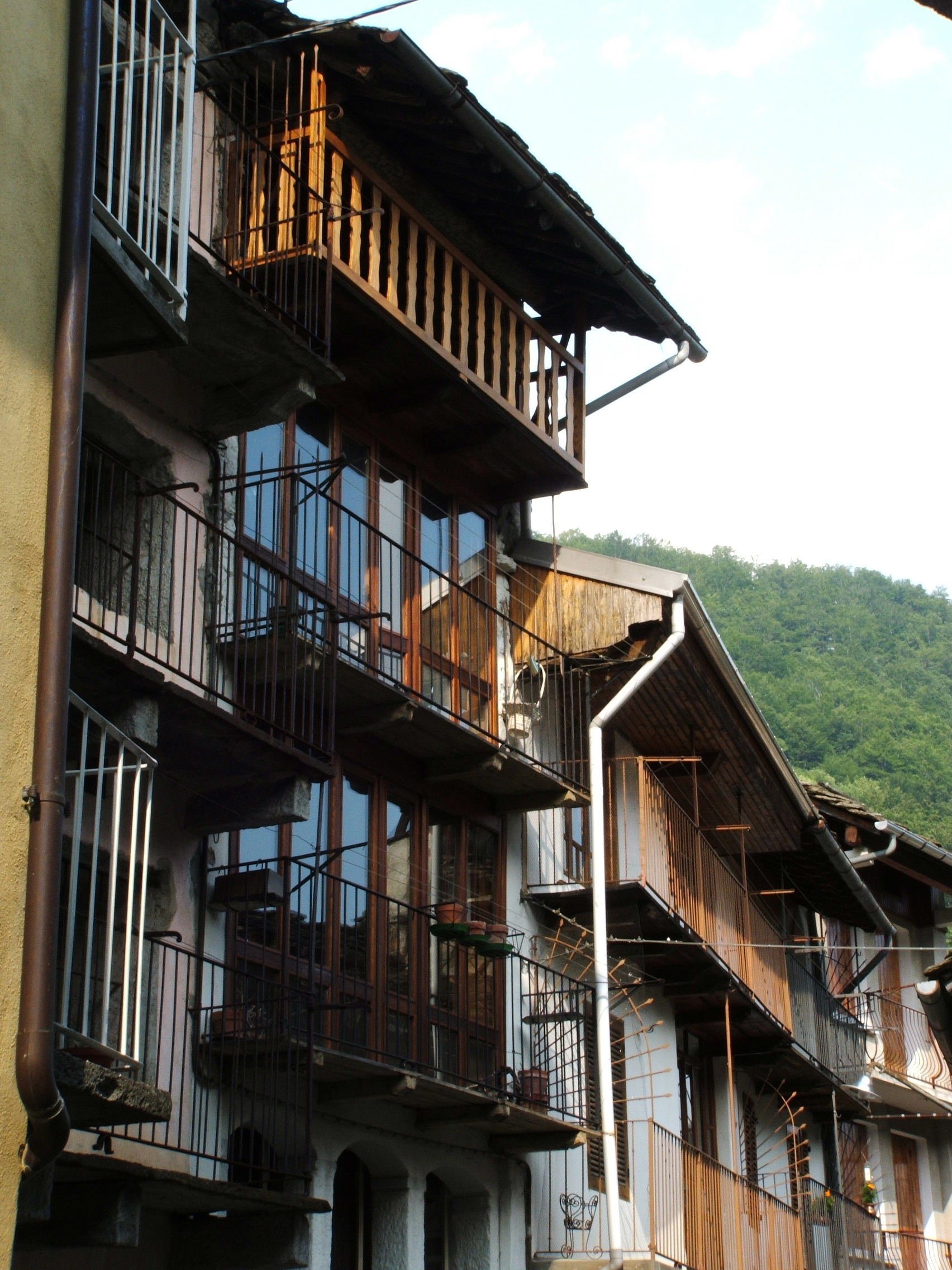
Alcune case in centro al paese
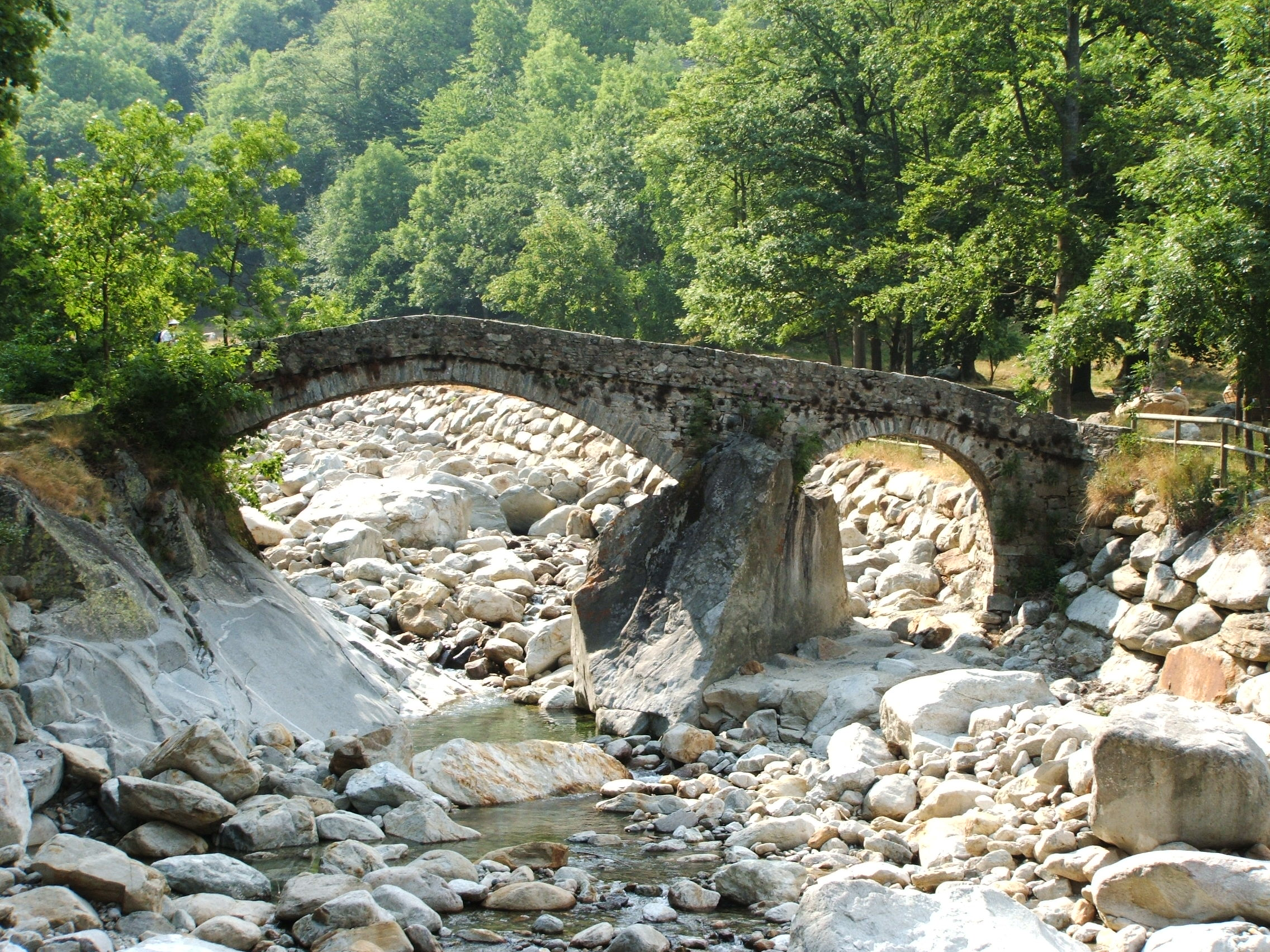
L'antico Ponte della Coda, crollato nel 2020 e poi ricostruito